# Wimmersperg Spz-kr
Spz-kr是一種由納粹德國於1945年二戰末期製造的犢牛式突擊步槍，此槍與VG1-5，STG45（M）和MP 3008一樣皆是屬於“最後一搏”系列的武器。

## 概述
Spz-kr全槍主要以斯登衝鋒槍的零件組成，其中最引人注目的是機匣和槍托的部份，它沒有護木，其用作充當握把的彈匣及彈匣釋放鈕則是來自StG44。該槍的所有衍生型皆能夠進行半自動或全自動射擊。射手只需扣一半扳機便能進行單發射擊，繼續扣下去就是連發射擊。（後來研製的斯泰爾AUG突擊步槍也有運用這種類似的結構）

## 使用國
- 納粹德國

## 外部連結
- http://forum.axishistory.com/viewtopic.php?t=102530 （页面存档备份，存于）
- img176.imageshack.us/img176/4309/wimmerspergspzkrbullpupgd4.jpg
- greyfalcon.us/Weapons.htm